# Corni, Suceava
Corni este un sat ce aparține orașului Liteni din județul Suceava, Moldova, România.

## Geografie și căi de acces
Satul Corni se află în partea de sud-est a județului Suceava, pe drumul județean 208A între localitățile Rotunda-Liteni și Poiana-Dolhasca (),(). La est se află lunca Siretului () delimitând județul Suceava de județul Botosani,() iar la vest se află o zonă de deal împadurită, dincolo de care se găsește Comuna Dolhești,()().
Satul este îngemănat cu satul Poiana din orașul Dolhasca, cele două localități fiind practic lipite. Halta Corni se află pe magistrala CFR 500 Vicșani-București Nord și deservește cele două localități.

## Organizare
Satul e împărțit de localnici în trei părți denumite după cum urmează: 
- "Dinvale", reprezentând zona de est, cea mai apropiată de râul Siret, și fiind traversată de drumul județean și de magistrala CFR, ambele menționate anterior.
- "Dindeal", reprezentând partea de sus a localității și care este separată de "Divale" printr-o zonă de teren agricol numită popular "Țarnă".
- "Pisti părău", parte aflată în zona de nord-vest a satului, numită popular astfel datorită unei delimitări naturale dictate de un mic curs de apă ce străbate satul în drumul său spre Siret.

Acest sat este un sat de pictori cunoscuți în România, Ioan Grigore, Costin Neamțu, Liviu Gherghina, Cezar Petrescu, Emil Grigore cât și de politicieni, Vasile Lupu.
Biserica, se află în centrul satului.
Codul poștal al satului Corni, Suceava este 727335.()

## Demografie, istoric
Cea mai veche mărturie este din 25 ianuarie 1648 când Ion Bercea din Corni e martor când slugile domnești Ursu și Pătrașcu, feciorii lui Botez din Giurgești au primit danie o jrebie în Siliște.()
Satul Corni este parohie ortodoxă cu hramul Sfinților Arhangheli Mihail și Gavriil.In biserica satului au slujit:preotul Ion Marian, preotul Gherghina Nicolae si mai nou preotul Ursuleasa Tache. În localul școlii noi,() există o colecție de tablouri de mare valoare, donate de pictorii satului.()
Comunitatea locală, conform estimărilor făcute de primăria orașului Liteni în anul 2007 număra 1.024 de locuitori. 
()

## Obiceiuri de iarnă
Satul are străvechi și bogate obceiuri de iarnă, transmise din generație în generație și a căror semnificații se pierd în negura timpurilor.
Cetele de mascati specifice satului sunt:
- Capra: Ofițerul, Dama, Caiuții și bineînțeles orchestra (popular 'banta'). Vestimentația personajelor este păstrată, întreținută și refolosită an de an
- "Moșneagul și babele", este o ceată de flăcăi  formată din următoarele personaje:
  - Moșneagul, de cele mai multe ori și conducătorul grupului de flăcăi, e cel care rostește uratura și în general dă tonul, având un rol central, patriarhal, autoritar...
  - 3-5 babe care în mare măsură au scopul de a dansa, de a striga, și de a face cât mai mult tărăboi. Talanga prinsă mai sus de cotul mâinii și biciul, cojocul întors pe dos și masca cu "muci" din fasole atârnând de vârful unui nas roșu umplut cu vată, sunt accesorii esențiale. Alte accesorii folosite mai sunt pârâitoarele din lemn sau buhaiurile
- Țiganul cu urșii
  - Țiganul, un personaj care aduce aminte de vechii țigani circari, e îmbrăcat totdeauna în roșu, este vopsit pe față și are un clop sau un coif bogat ornat. Toba din piele de câine e de asemenea de nelipsit.
  - Urșii ținând în mâini pari groși pe care sunt prinse bucăți de lanțuri (pentru zgomot și impact vizual) și canafi (reg. 'canaci') sau ciucuri roșii. Urșii dansează struniți de țigan.
- Tiganii Căldărarii și Căldărărițele, având ca accesorii ciocane, cazane, și capace de oale (perechi) folosite pe post de talgere.

## Imagini

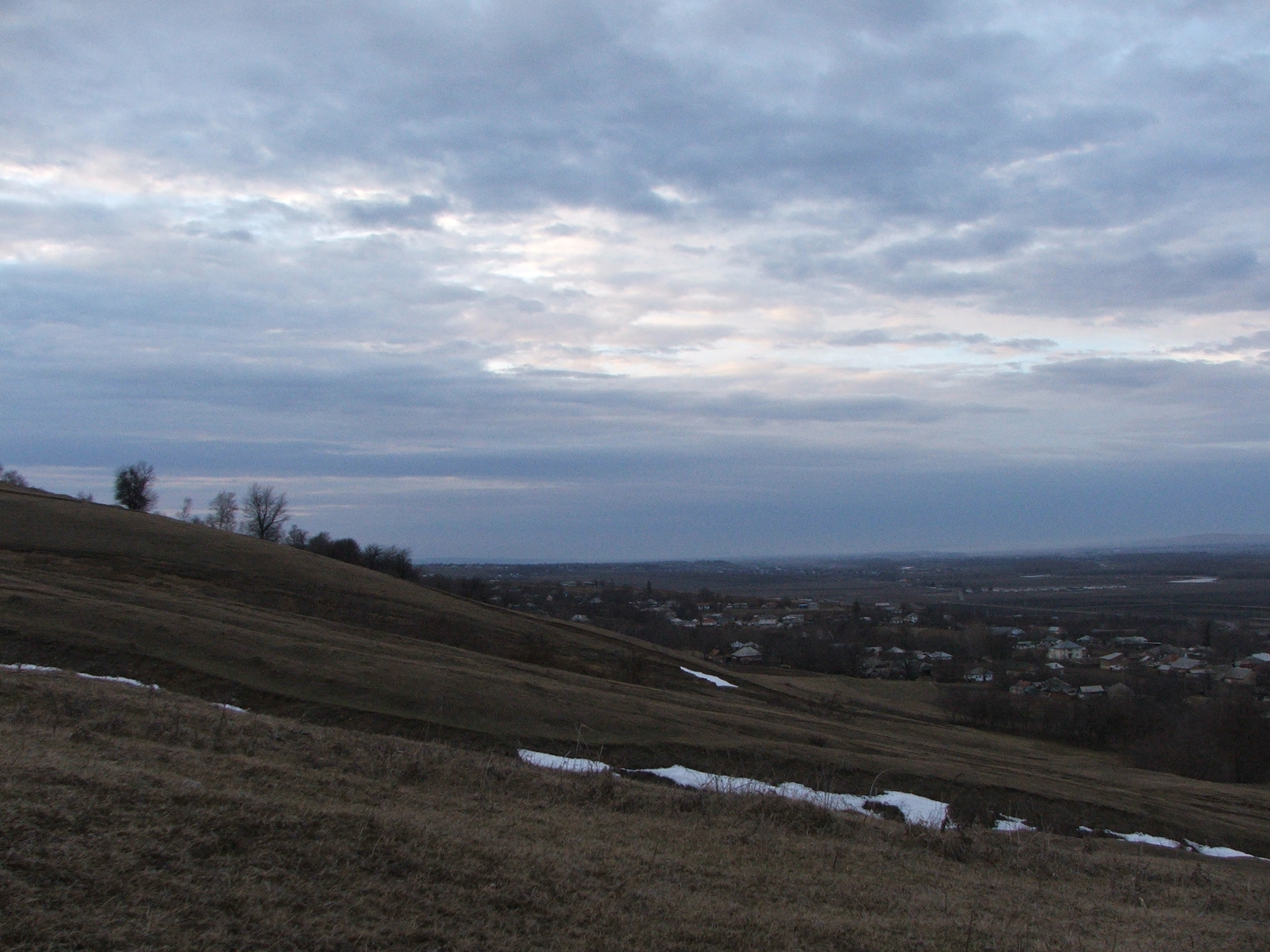
Corni - vedere de pe deal
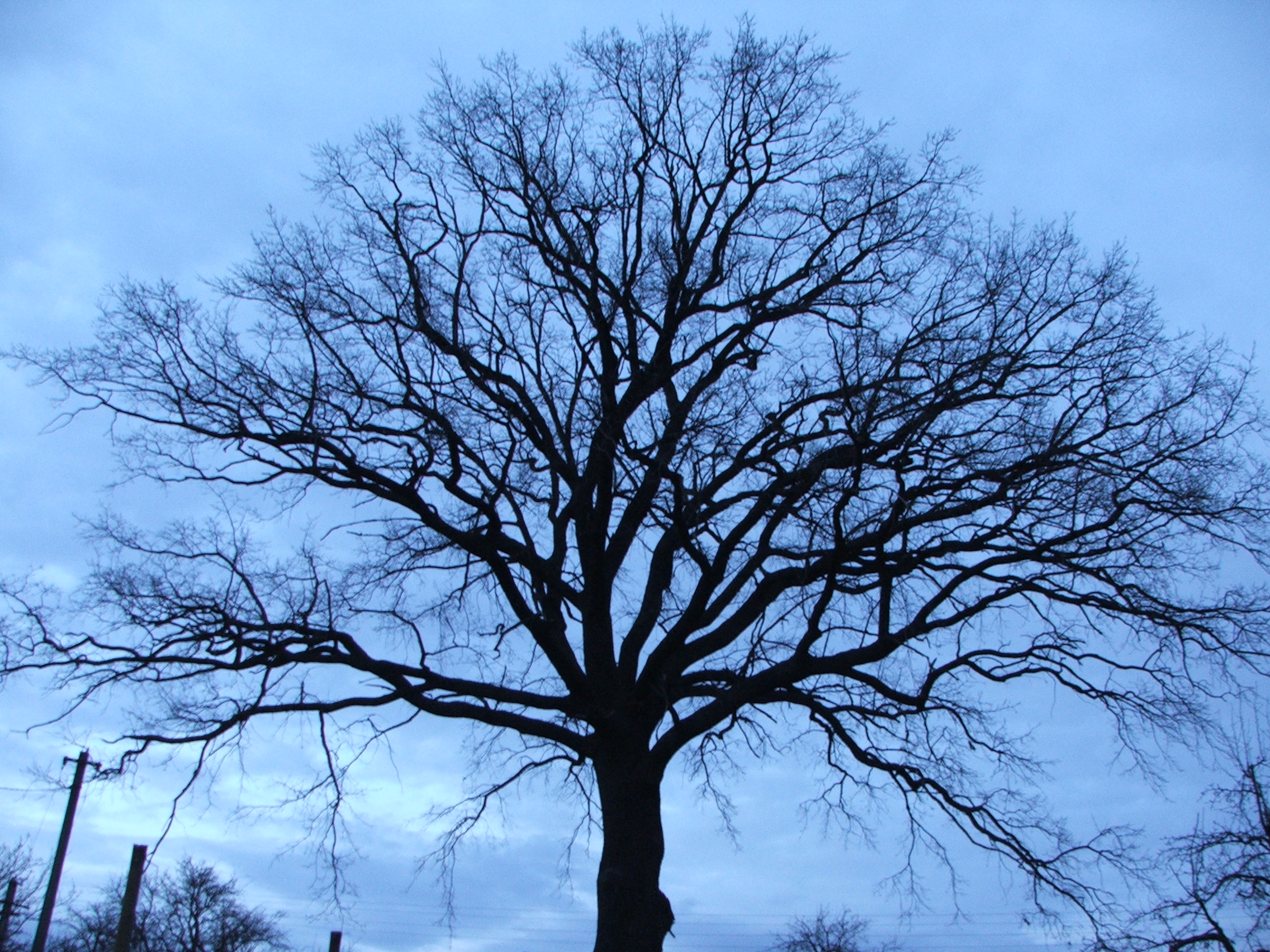
Stejar secular
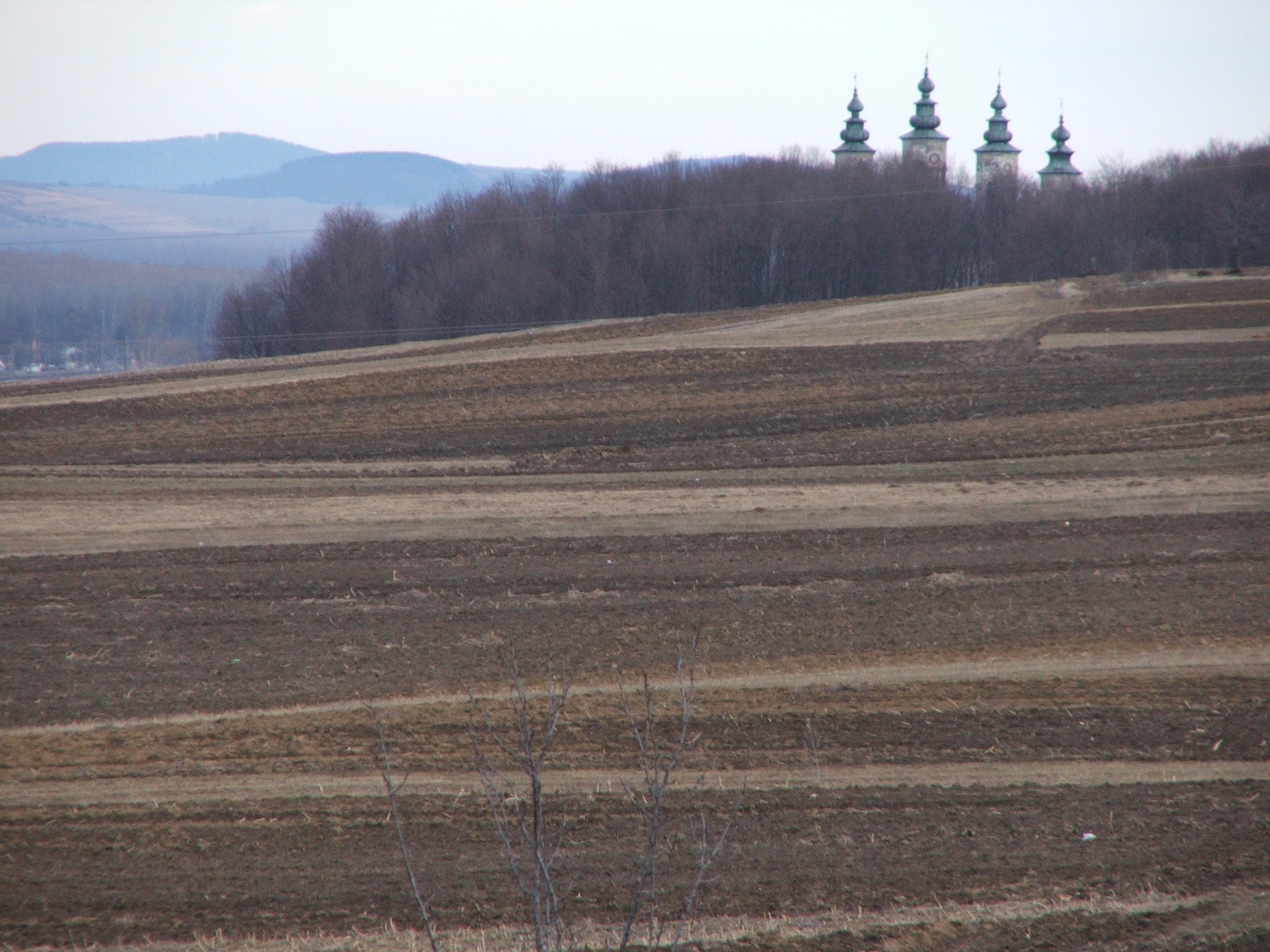
Biserica din Poiana
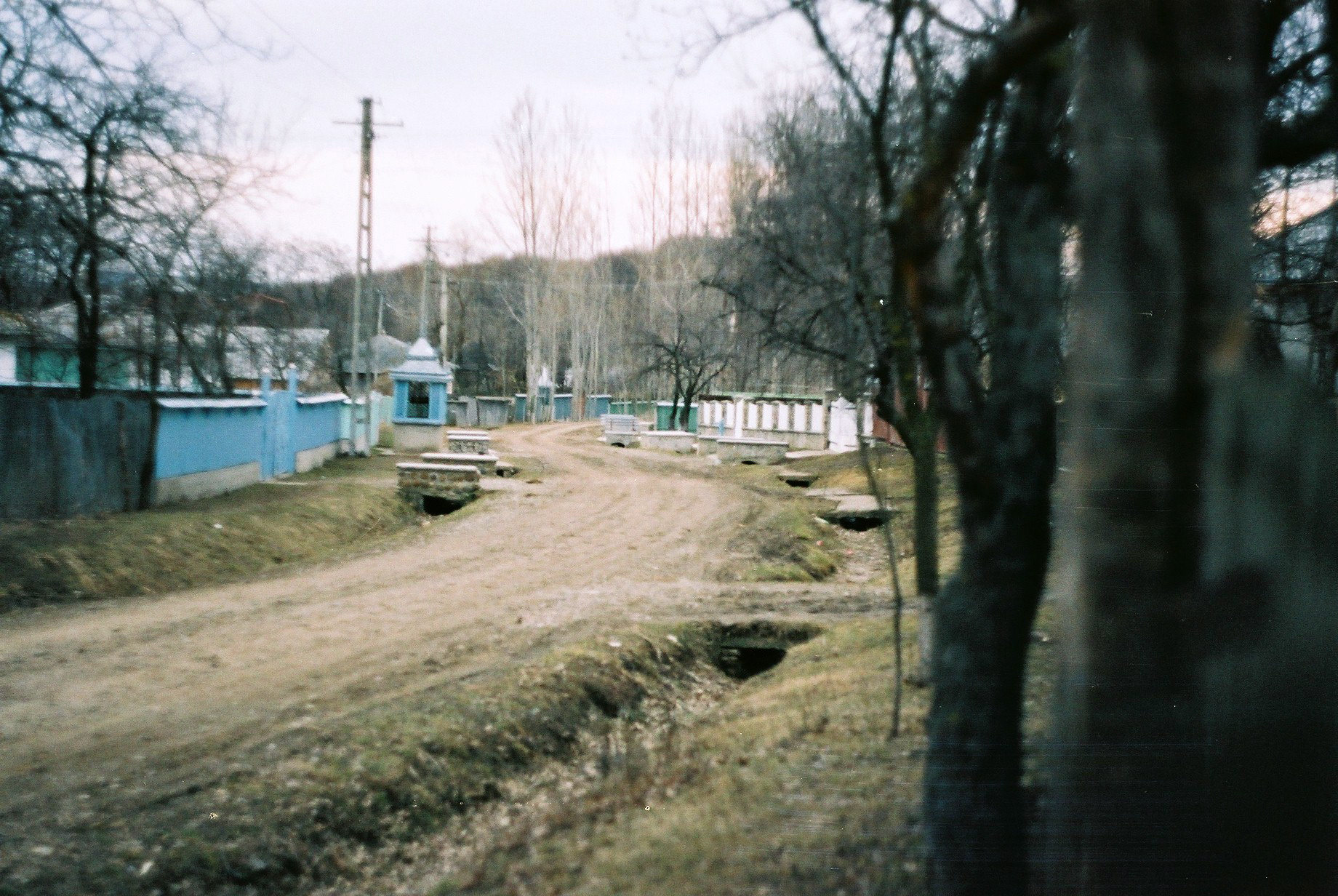
Drum in Corni